# Glinica (Velika Kladuša)
Pour les articles homonymes, voir Glinica.
Glinica (en cyrillique : Глиница) est un village de Bosnie-Herzégovine. Il est situé dans la municipalité de Velika Kladuša, dans le canton d'Una-Sana et dans la fédération de Bosnie-et-Herzégovine. Selon les premiers résultats du recensement bosnien de 2013, il compte 161 habitants.

## Géographie
Le village est situé à la confluence de la rivière Glinica et de la Glina.

## Démographie

### Évolution historique de la population dans la localité
| 1948 | 1953 | 1961  | 1971 | 1981 | 1991 | 2013 |
| ---- | ---- | ----- | ---- | ---- | ---- | ---- |
| -    | -    | 1 247 | 297  | 348  | 332  | 161  |

|  |

### Communauté locale
En 1991, la communauté locale de Glinica comptait 1 876 habitants, répartis de la manière suivante :